# دروزی‌های سوریه
دروزی‌ها سومین دین بزرگ در سوریه هستند، به‌طوری‌که بر اساس آمار سال ۲۰۱۰، پیروان این دین ۳٫۲ درصد از جمعیت سوریه را تشکیل می‌دادند. دروزی‌ها عمدتاً در مناطق روستایی و کوهستانی شرق و جنوب دمشق، به‌ویژه در منطقه‌ای موسوم به کوه الدروزی تمرکز یافته‌اند.
دین دروزی یک دین یکتاپرست و ابراهیمی است. سوریه دارای بیشترین جمعیت دروزی‌ها در جهان است. بسیاری از دروزی‌های سوری قرن‌هاست که در خارج از این کشور زندگی می‌کنند، به‌طور خاص در ونزوئلا.